# Macrochelifer tibetanus
Macrochelifer tibetanus är en spindeldjursart som först beskrevs av Vladimir V. Redikorzev 1918.  Macrochelifer tibetanus ingår i släktet Macrochelifer och familjen tvåögonklokrypare. Inga underarter finns listade i Catalogue of Life.